# La Croisade d'Anne Buridan
Pour plus de détails, voir Fiche technique et Distribution.
La Croisade d'Anne Buridan est un film français réalisé par Judith Cahen et sorti en 1995.

## Fiche technique
- Titre : La Croisade d'Anne Buridan
- Réalisation : Judith Cahen
- Scénario : Philippe Bernard, Julien Husson et Judith Cahen
- Production : Les Films de la Croisade
- Photographie : Yorick Le Saux
- Son : Lucien Balibar, Florent Ravalec
- Montage : Yann Coquart, Sophie Delaage
- Décors : Juliette Cheneau
- Pays d'origine :  France
- Format : couleurs - Dolby
- Genre : comédie
- Durée : 85 minutes
- Date de sortie : France - 11 août 1995

## Distribution
- Judith Cahen
- Joël Luecht
- Serge Bozon
- Fabrice Barbaro
- Alberto Sorbelli
- Camille de Casabianca
- Cécile Zervudacki
- Frédéric Danos
- Jean-Marc Cahen
- Julien Husson
- Jeanne Balibar
- Cédric Scandella
- Franck Secka
- Christophe Bier

## Sélection
- Festival de Cannes 1995 (programmation de l'ACID)[1]